# Max Walloschke

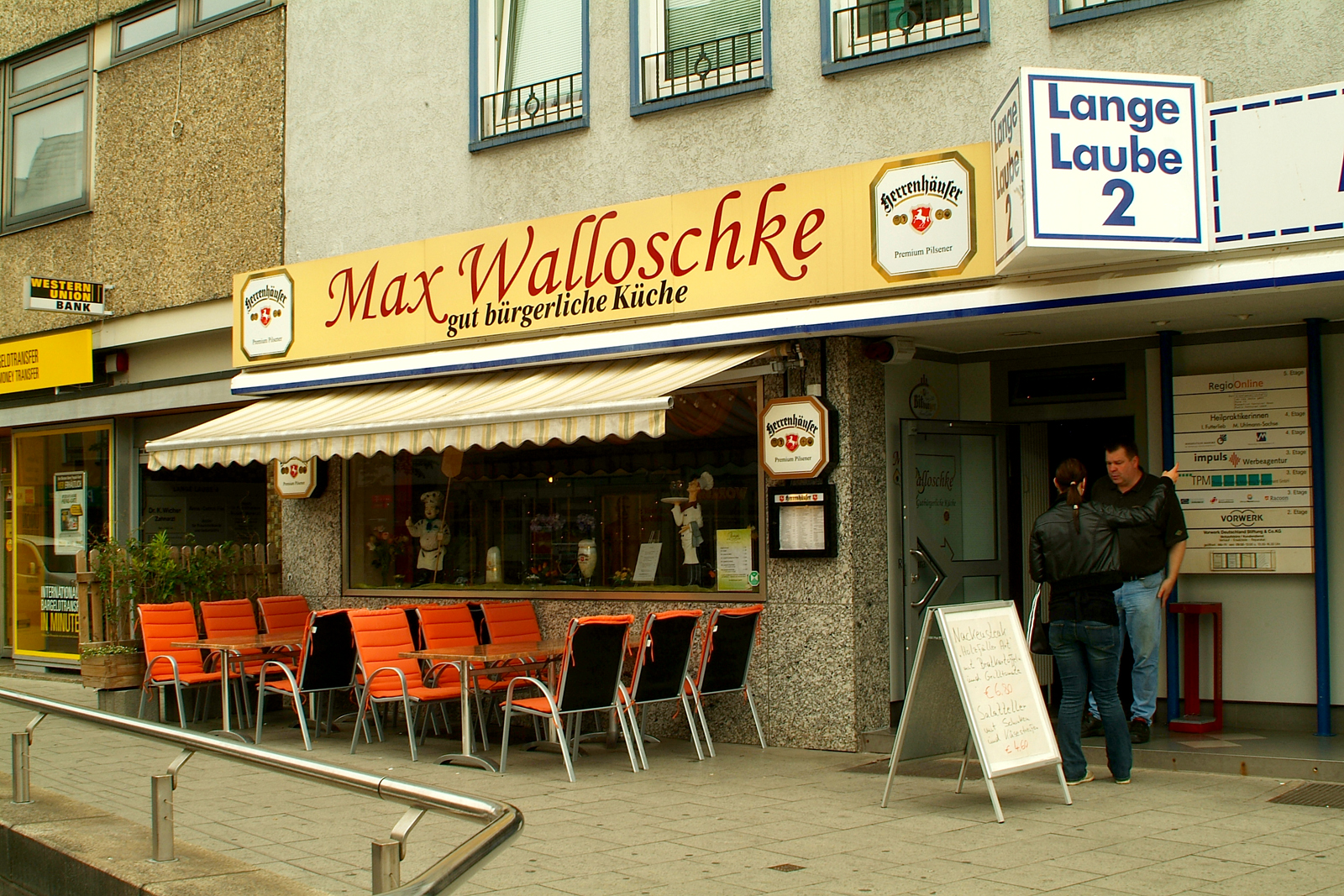
Max Walloschke gut bürgerliche Küche, Restaurant in der Langen Laube 2 in Hannover

Max Walloschke (* 6. März 1889 in Breslau; † 4. September 1974 in Hannover) war unter anderem als Gewichtheber und Berufsringer in der 100-kg-Klasse mehrfacher Deutscher und Europameister. Insgesamt bestritt er zwischen 1936 und 1952 283 Kämpfe, von denen er 169 siegreich, 80 mit einem Unentschieden und 34 mit einer Niederlage beendete.

## Leben
Nach seinem letzten Kampf im Jahr 1952 eröffnete er am 18. Juni 1952 das nach ihm benannte Restaurant Max Walloschke am Steintor in Hannover, das besonders für sein Eisbein mit Sauerkraut bekannt wurde. Der Vibraphonist Lionel Hampton komponierte der Legende nach als Gast des Restaurants 1974 auf einer Serviette den Eisbein-Boogie, dessen erste Takte er am Tag nach dem Besuch im Restaurant im Goldenen Buch der Stadt eintrug.
Walloschke wurde Vorsitzender des Bundesliga-Kegelclubs Neutral, später dessen Ehrenvorsitzender sowie 1970 mit seiner Mannschaft Deutscher Meister im Kegeln auf Bohlenbahnen.
Teile seines Nachlasses befinden sich im Archiv des Niedersächsischen Institut für Sportgeschichte.